# Jeet Kune Do

JKD logo

Jeet Kune Do (v překladu cesta zadržující, dvojité pěsti) je svobodný, kreativní a individuální bojový styl vytvořený legendárním hercem, učitelem, filozofem a mistrem bojových umění Bruce Leem.
Základem Jeet Kune Do je spontánní rozhodování a přizpůsobování se, podle taoistického principu ne-konání. Jeet Kune Do neobsahuje pevně dané bojové systémy a rozhodně ne v takovém smyslu jako je tomu v japonských, korejských a ve většině čínských systémů. Například v Karate je základní tréninkovou metodou kata (nácvik technik).
Bruce Lee o svém umění řekl: „Aby bylo možné pochopit Jeet kune do, je nutné odhodit všechny ideály, vzory, styly, dokonce i koncepci toho, co je a co není ideální v Jeet Kune Do. Můžete se podívat na nějakou situaci bez toho, aniž byste ji pojmenovali? Když ji pojmenujete uděláte z ní slovo a to už vyvolává strach. Jeet Kune Do dává přednost beztvárnosti, aby tak mohl přijmout všechny formy.“
Bruce Lee svoji bojovou metodiku pojmenoval v 60. letech v přesvědčení, že ji nazval výstižně jako bojové umění, charakteristické svojí snahou o účinnost. Později ovšem litoval, že vůbec svůj styl nazval, když to není klasický systém bojového umění.
„Naučit se Jeet Kune Do není věcí získávání znalostí a hromadění stylizovaných vzorů, ale je to věc objevení příčiny neznalosti.“
Jeet Kune Do je především nejen technikou, ale také vysoce rozvinutou tělesnou a duševní připraveností. Nemůžeme se stát mistry svých technik dokud neodstraníme všechna duševní omezení a dokud nedovedeme být duševně ve stavu úplné otevřenosti a prázdnoty, ve které je místo pro všechny existující techniky.
Podle učení Bruce Leeho je cílem tradičních stylů bojových umění zapadnutí jednotlivce do systému. Cvičenci ve skutečném boji buď nikdy nebyli, nebo jsou nuceni zaujímat nepřirozené pózy. Tato bojová umění místo aby se dívala přímo na fakta, lpějí na formách, teoriích a stále více se zaplétají.
Filozofie Jeet Kune Do vychází z orientální taoistické filozofie, a z ní čerpajícího zen buddhismu. Lze v ní také najít prvky západní filozofie. Svým životem vyjádřil Bruce Lee hlavní princip své filozofie - individualismus. „Ty, člověk, jsi nejdůležitější, nejsi tu kvůli vytvořeným věcem, ale naopak, všechno je tu kvůli tobě, protože ty jsi nejdůležitější.“
V Jeet Kune Do je vyvinut úder, který se podobá úderu Wing Chun. Celý úder se vykonává uvolněnou paží. Každé napětí svalstva spotřebovává energii. Když je paže uvolněná, celá energie se přenese na překážku a ne na kontrakci svalstva. Aby se energie mohla přenést beze ztráty, pěst je vytočena palcem vzhůru a během úderu nerotuje. Energie tohoto úderu se podobá energii vytvořené při vymrštění těžkého předmětu ohebným držadlem, které se nejprve ohne a poté vymrští předmět. Jde o přesměrování energie nejde o tvrdost rány jde o její provedení.[zdroj?]
Bruce Lee jako tvůrce Jeet Kune Do ukázal možnost individuálního a tvořivého přístupu k bojovým uměním. Jeho život, práce, filmy a boj jsou námětem pro mnoho studií, knih a filmů.
Nejde o porozumění jde o prázdnotu mysli. Musíte být vyrovnaní jak se svou minulostí, přítomností i budoucností, nesmíte vnímat okolní svět a až pak se můžete začít bavit o Jeet Kune Do.